# Saint-Félix (Charente)
Pour les articles homonymes, voir Saint-Félix.
Saint-Félix est une commune du Sud-Ouest de la France, située dans le département de la Charente (région Nouvelle-Aquitaine).

## Géographie

### Localisation et accès
Saint-Félix est une commune du Sud Charente, située 7 km au nord-est de Brossac et 33 km au sud d'Angoulême.
C'est la plus petite commune en surface de son canton, 8 km2.
Le bourg est aussi à 10 km au sud-ouest de Montmoreau, 11 km au nord de Chalais, 11 km au sud de Blanzac, 17 km au sud-est de Barbezieux et 44 km au sud-est de Cognac, sa sous-préfecture.
La commune est traversée du sud au nord par la D 20 et D 7, route principale reliant Chalais à Blanzac. Cette route passe sur la crête, à côté de la mairie de Saint-Félix. Le bourg est situé à l'ouest en contrebas de cette crête, dans un site assez pittoresque. L'autre départementale traversant la commune est la D 137, qui va vers l'est vers Saint-Martial et Montboyer.
La gare la plus proche est celle de Montmoreau ou celle de Chalais, desservie par des TER à destination d'Angoulême et de Bordeaux.

### Hameaux et lieux-dits
L'habitat est très dispersé et le bourg en montre l'exemple, entre l'église, et la Cure, et la mairie entre les deux sur la D 7.
Les autres petits hameaux sont nombreux, souvent de simples fermes : chez Veillon, le Riveau, Chez Cantinolle, le Petit Bois, le Maine Blanc, etc.

### Communes limitrophes
|                | Poullignac  |                          |
| Sainte-Souline | Saint-Félix | Saint-Martial            |
|                | Châtignac   | Saint-Laurent-des-Combes |

### Géologie et relief

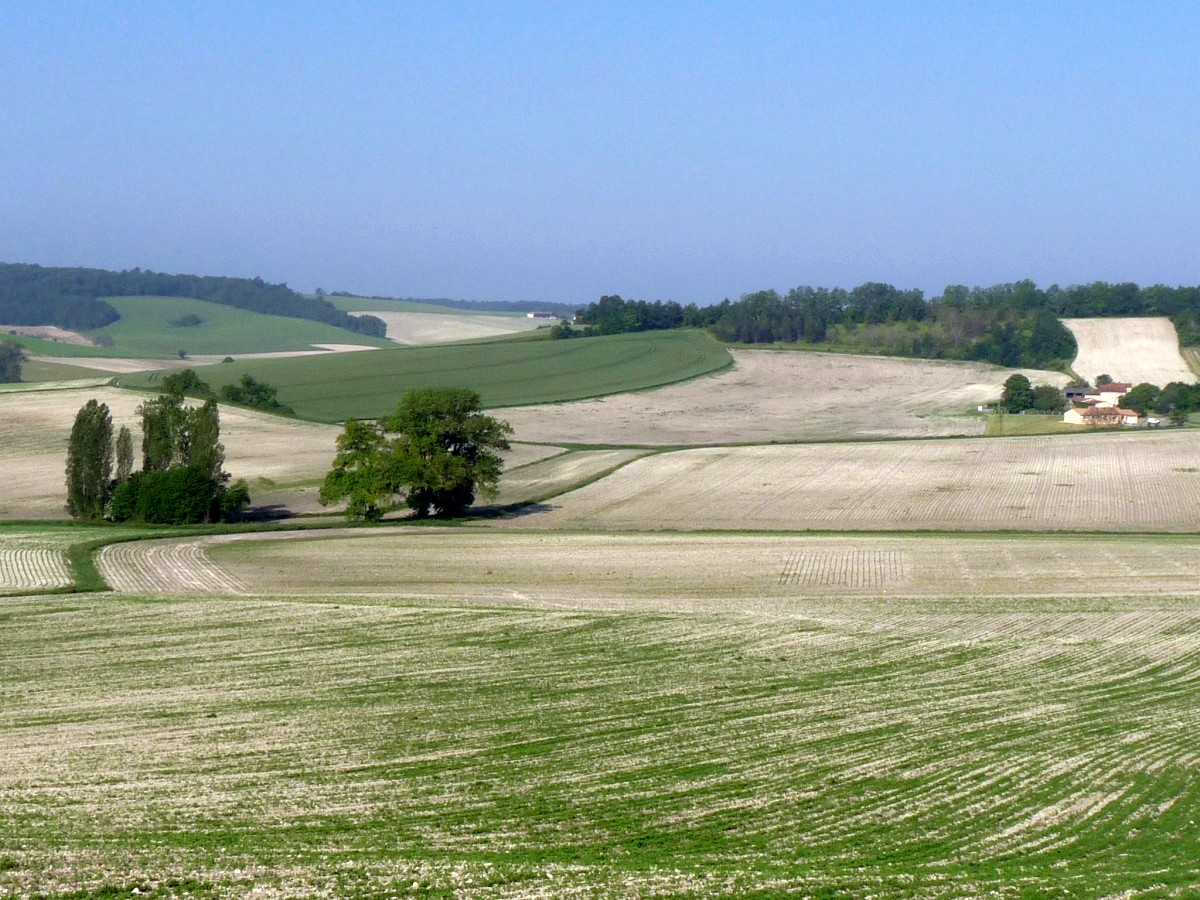
Vue au sud de la commune depuis la D 20.

Le terrain est très vallonné et Saint-Félix est dans les coteaux du Montmorélien, paysage calcaire du Crétacé supérieur datant plus particulièrement du Campanien, calcaire crayeux. On trouve aussi des traces du Santonien au sud de la commune, dont la présence témoigne des altitudes plus faibles et de la présence d'un anticlinal, sous la forme de formation de recouvrement due aux glaciations du Quaternaire,,.
L'église est à 130 m d'altitude, la mairie à 165 m, et le point culminant 176 m est situé au Grand Roc à l'ouest de la commune. Le point le plus bas est à 84 m, situé à l'extrémité sud.

### Hydrographie

#### Réseau hydrographique

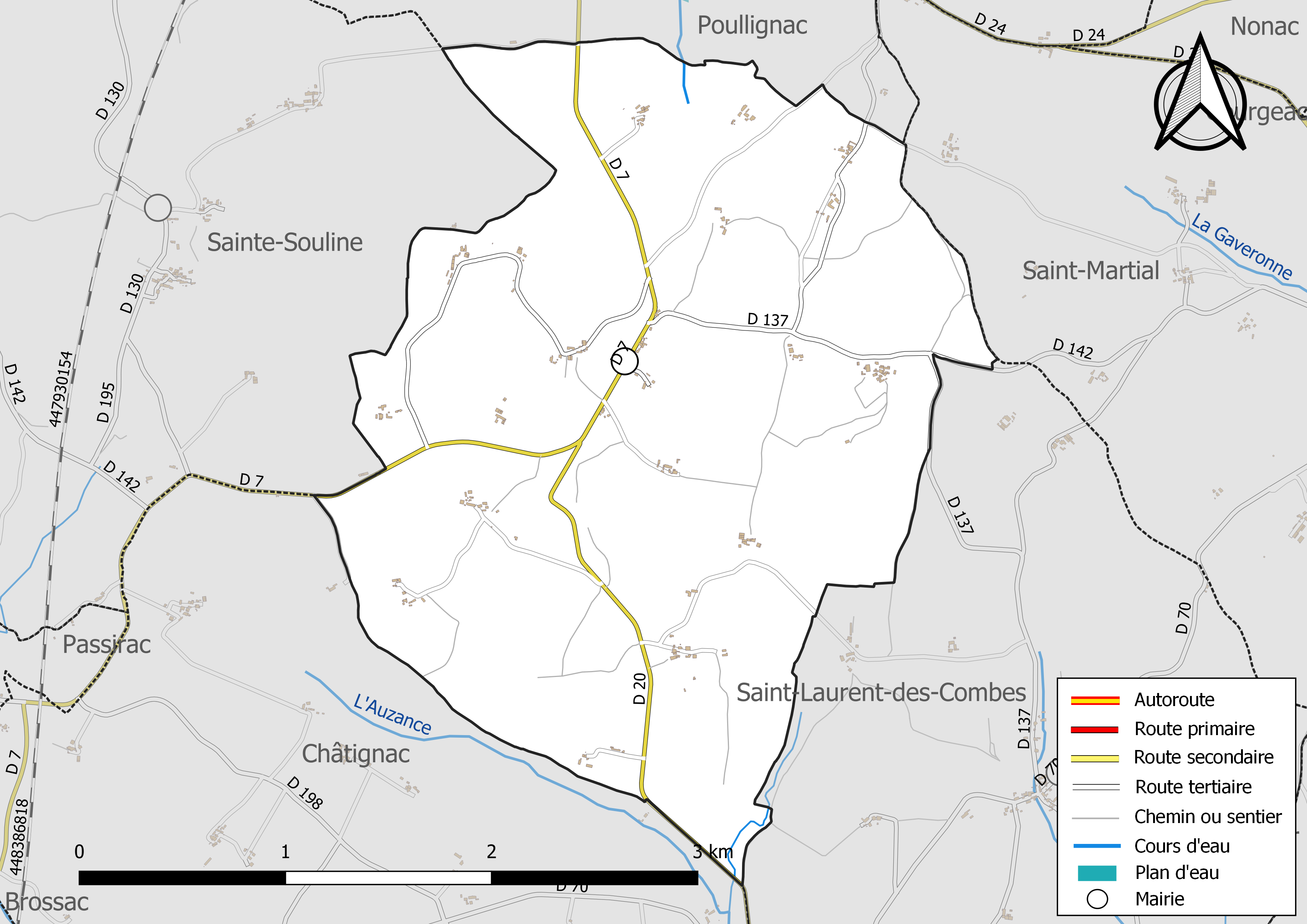
Réseaux hydrographique et routier de Saint-Félix.

La commune est située dans le bassin versant de la Charente et  le bassin de la Dordogne au sein du Bassin Adour-Garonne. Elle est drainée par le ruisseau la gorre et par un petit cours d'eau, qui constituent un réseau hydrographique de 1 km de longueur totale,.
Aucun cours d'eau ne traverse la commune, située sur une crête entre le bassin versant de la Charente au nord et celui de la Gironde au sud.

#### Gestion des eaux
Le territoire communal est couvert par les schémas d'aménagement et de gestion des eaux (SAGE) « Charente » et « Isle - Dronne ». Le SAGE « Charente», dont le territoire correspond au bassin de la Charente, d'une superficie de 9 300 km2, a été approuvé le 19 novembre 2019. La structure porteuse de l'élaboration et de la mise en œuvre est l'établissement public territorial de bassin Charente. Le SAGE « Isle - Dronne», dont le territoire regroupe les bassins versants de l'Isle et de la Dronne, d'une superficie de 7 500 km2, a été approuvé le 2 août 2021. La structure porteuse de l'élaboration et de la mise en œuvre est l'établissement public territorial de bassin de la Dordogne (EPIDOR). Ils définissent chacun sur leur territoire les objectifs généraux d’utilisation, de mise en valeur et de protection quantitative et qualitative des ressources en eau superficielle et souterraine, en respect des objectifs de qualité définis dans le troisième SDAGE  du Bassin Adour-Garonne qui couvre la période 2022-2027, approuvé le 10 mars 2022.

### Climat
Comme dans les trois quarts sud et ouest du département, le climat est océanique aquitain.

### Végétation
La commune est un peu boisée, et les bois se concentrent sur les hauteurs.

## Urbanisme

### Typologie
Au 1er janvier 2024, Saint-Félix est catégorisée commune rurale à habitat très dispersé, selon la nouvelle grille communale de densité à 7 niveaux définie par l'Insee en 2022.
Elle est située hors unité urbaine et hors attraction des villes,.

### Occupation des sols
L'occupation des sols de la commune, telle qu'elle ressort de la base de données européenne d’occupation biophysique des sols Corine Land Cover (CLC), est marquée par l'importance des territoires agricoles (82,2 % en 2018), une proportion identique à celle de 1990 (82,2 %). La répartition détaillée en 2018 est la suivante : 
terres arables (68,2 %), forêts (17,8 %), zones agricoles hétérogènes (13,9 %), cultures permanentes (0,1 %). L'évolution de l’occupation des sols de la commune et de ses infrastructures peut être observée sur les différentes représentations cartographiques du territoire : la carte de Cassini (XVIIIe siècle), la carte d'état-major (1820-1866) et les cartes ou photos aériennes de l'IGN pour la période actuelle (1950 à aujourd'hui).

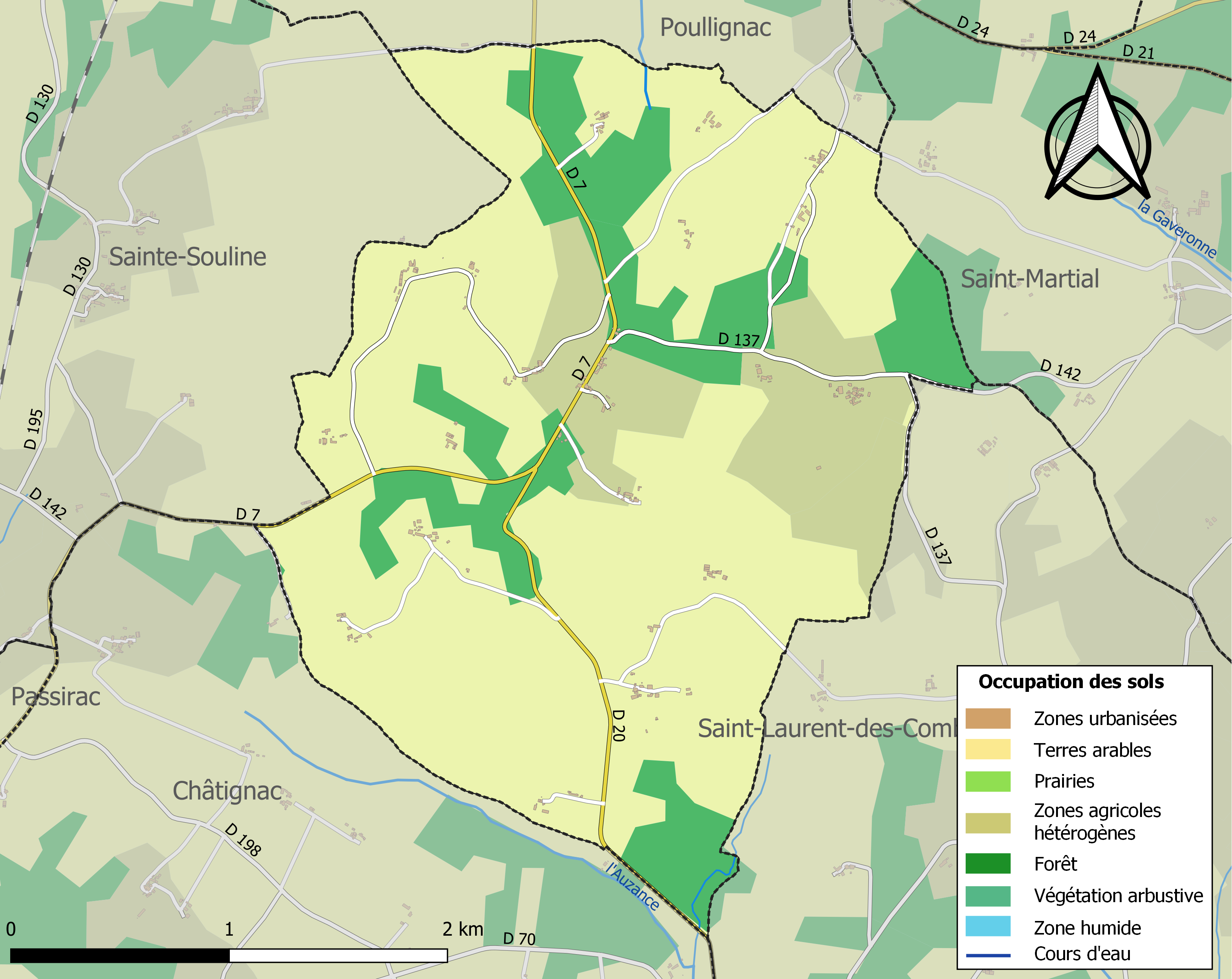
Carte des infrastructures et de l'occupation des sols de la commune en 2018 (CLC).

### Risques majeurs
Le territoire de la commune de Saint-Félix est vulnérable à différents aléas naturels : météorologiques (tempête, orage, neige, grand froid, canicule ou sécheresse) et séisme (sismicité faible). Un site publié par le BRGM permet d'évaluer simplement et rapidement les risques d'un bien localisé soit par son adresse soit par le numéro de sa parcelle.

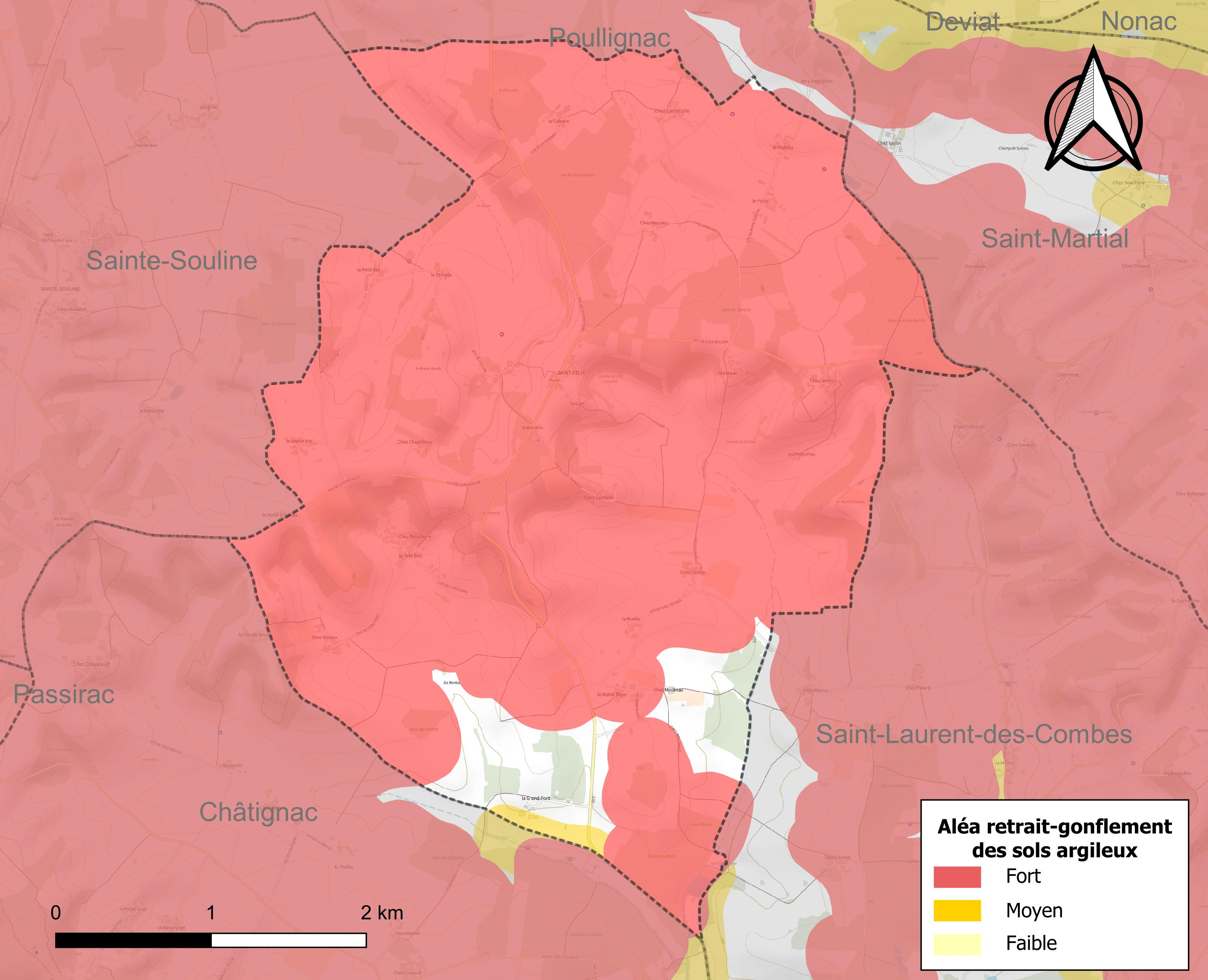
Carte des zones d'aléa retrait-gonflement des sols argileux de Saint-Félix.

Le retrait-gonflement des sols argileux est susceptible d'engendrer des dommages importants aux bâtiments en cas d’alternance de périodes de sécheresse et de pluie. 93,3 % de la superficie communale est en aléa moyen ou fort (67,4 % au niveau départemental et 48,5 % au niveau national). Sur les 82 bâtiments dénombrés sur la commune en 2019,  78 sont en aléa moyen ou fort, soit 95 %, à comparer aux 81 % au niveau départemental et 54 % au niveau national. Une cartographie de l'exposition du territoire national au retrait gonflement des sols argileux est disponible sur le site du BRGM,.
Par ailleurs, afin de mieux appréhender le risque d’affaissement de terrain, l'inventaire national des cavités souterraines permet de localiser celles situées sur la commune.
La commune a été reconnue en état de catastrophe naturelle au titre des dommages causés par les inondations et coulées de boue survenues en 1982 et 1999. Concernant les mouvements de terrains, la commune a été reconnue en état de catastrophe naturelle au titre des dommages causés par des mouvements de terrain en 1999.

## Toponymie
Son nom est attesté sous la forme latinisée, non datée, Sanctus Felix in Calesio.
Saint-Félix tire son nom de Saint Félix , nom de plusieurs martyrs, mais il s'agirait de Félix de Rome, martyrisé en 303. Quatorze communes françaises, toutes dans la moitié sud, portent ce nom.
Pendant la Révolution, la commune s'est appelée provisoirement La Montagne.

## Histoire
L'époque romaine a laissé quelques traces. Une voie présumée romaine de Pons à Ribérac servirait de limite au nord de la commune avec Poullignac. Des tegulae, une céramique et un denier de l'empereur Auguste ont été trouvés sur le territoire communal (site non précisé).
Au Moyen Âge, Saint-Félix dépendait de l'archiprêtré de Chalais, puis elle est passée dans le canton de Brossac. Son église, comme celle de Chalais, était dans l'ancien diocèse de Saintes. Elle aurait été construite au XIIIe siècle.

## Administration

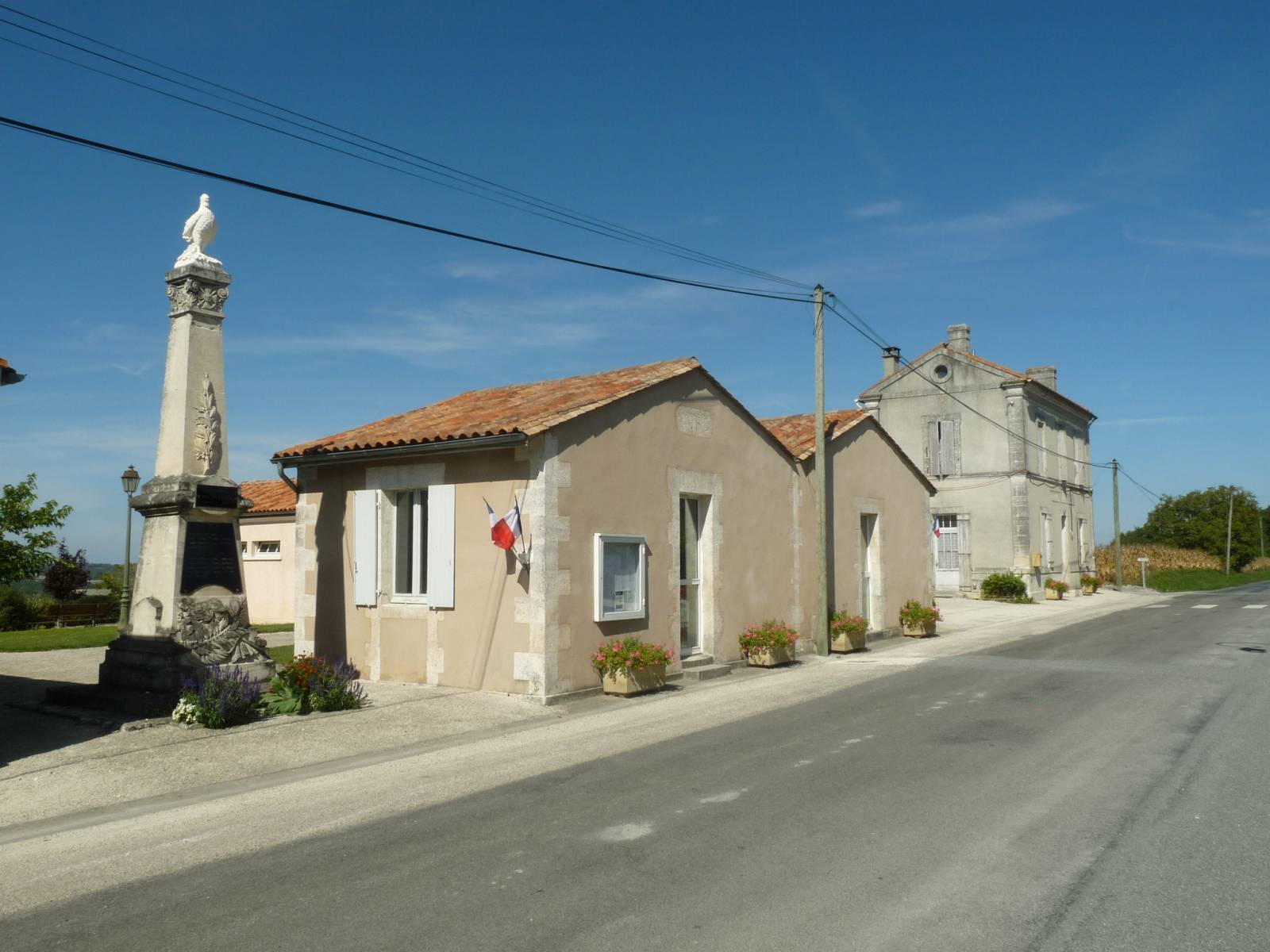
La mairie.

| Période                                  | Période  | Identité            | Étiquette | Qualité   |
| ---------------------------------------- | -------- | ------------------- | --------- | --------- |
| Les données manquantes sont à compléter. |          |                     |           |           |
| 1989                                     | 2008     | James Charbonnier   |           |           |
| 2008                                     | En cours | Marie-Claire Aubrit | SE        | Comptable |

## Démographie

### Évolution démographique
L'évolution du nombre d'habitants est connue à travers les recensements de la population effectués dans la commune depuis 1793. Pour les communes de moins de 10 000 habitants, une enquête de recensement portant sur toute la population est réalisée tous les cinq ans, les populations de référence des années intermédiaires étant quant à elles estimées par interpolation ou extrapolation. Pour la commune, le premier recensement exhaustif entrant dans le cadre du nouveau dispositif a été réalisé en 2006.

En 2022, la commune comptait 102 habitants, en évolution de −9,73 % par rapport à 2016 (Charente : −0,48 %, France hors Mayotte : +2,11 %).
| 1793 | 1800 | 1806 | 1821 | 1831 | 1841 | 1846 | 1851 | 1856 |
| ---- | ---- | ---- | ---- | ---- | ---- | ---- | ---- | ---- |
| 460  | 345  | 490  | 471  | 455  | 464  | 477  | 458  | 414  |

| 1861 | 1866 | 1872 | 1876 | 1881 | 1886 | 1891 | 1896 | 1901 |
| ---- | ---- | ---- | ---- | ---- | ---- | ---- | ---- | ---- |
| 429  | 410  | 372  | 368  | 355  | 321  | 302  | 277  | 292  |

| 1906 | 1911 | 1921 | 1926 | 1931 | 1936 | 1946 | 1954 | 1962 |
| ---- | ---- | ---- | ---- | ---- | ---- | ---- | ---- | ---- |
| 281  | 270  | 243  | 246  | 250  | 258  | 236  | 212  | 179  |

| 1968 | 1975 | 1982 | 1990 | 1999 | 2006 | 2011 | 2016 | 2021 |
| ---- | ---- | ---- | ---- | ---- | ---- | ---- | ---- | ---- |
| 205  | 175  | 136  | 118  | 119  | 113  | 120  | 113  | 104  |

| 2022 | - | - | - | - | - | - | - | - |
| ---- | - | - | - | - | - | - | - | - |
| 102  | - | - | - | - | - | - | - | - |

### Pyramide des âges
La population de la commune est relativement âgée.
En 2018, le taux de personnes d'un âge inférieur à 30 ans s'élève à 18,5 %, soit en dessous de la moyenne départementale (30,2 %). À l'inverse, le taux de personnes d'âge supérieur à 60 ans est de 39 % la même année, alors qu'il est de 32,3 % au niveau départemental.
En 2018, la commune comptait 54 hommes pour 55 femmes, soit un taux de 50,46 % de femmes, légèrement inférieur au taux départemental (51,59 %).
Les pyramides des âges de la commune et du département s'établissent comme suit.
| Hommes | Classe d’âge | Femmes |
| ------ | ------------ | ------ |
| 0,0    | 90 ou +      | 3,5    |
| 12,5   | 75-89 ans    | 21,1   |
| 17,9   | 60-74 ans    | 22,8   |
| 39,3   | 45-59 ans    | 29,8   |
| 8,9    | 30-44 ans    | 7,0    |
| 10,7   | 15-29 ans    | 8,8    |
| 10,7   | 0-14 ans     | 7,0    |

| Hommes | Classe d’âge | Femmes |
| ------ | ------------ | ------ |
| 1      | 90 ou +      | 2,7    |
| 9,2    | 75-89 ans    | 12     |
| 20,6   | 60-74 ans    | 21,3   |
| 20,7   | 45-59 ans    | 20,3   |
| 16,8   | 30-44 ans    | 16     |
| 15,6   | 15-29 ans    | 13,4   |
| 16,1   | 0-14 ans     | 14,3   |

## Économie

### Agriculture
La viticulture occupe une petite partie de l'activité agricole. La commune est située dans les Bons Bois, dans la zone d'appellation d'origine contrôlée du cognac.

## Équipements, services et vie locale

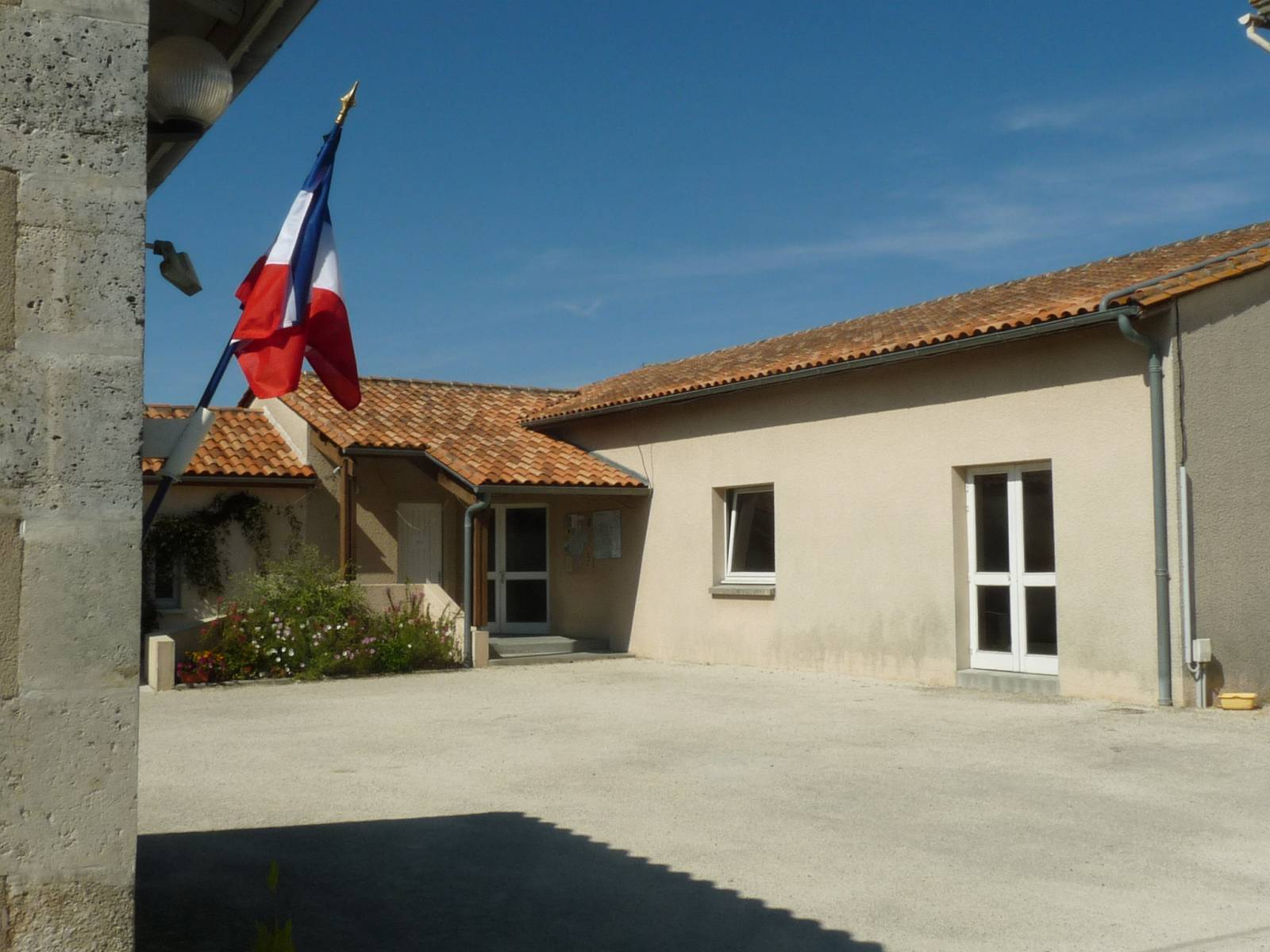
La salle des fêtes, derrière la mairie.

## Lieux et monuments
- L'église paroissiale Saint-Félix, située au bourg, est une église romane qui daterait du XIIe siècle. La façade offre des chapiteaux sculptés de motifs végétaux, personnages et animaux. Les murs de la nef et le clocher ont été restaurés au XIXe siècle. Elle est classée monument historique depuis le 27 juin 1984[33]. Sa cloche, datant de 1613, est aussi classée à titre objet depuis 1944[34].

Église Saint-Félix
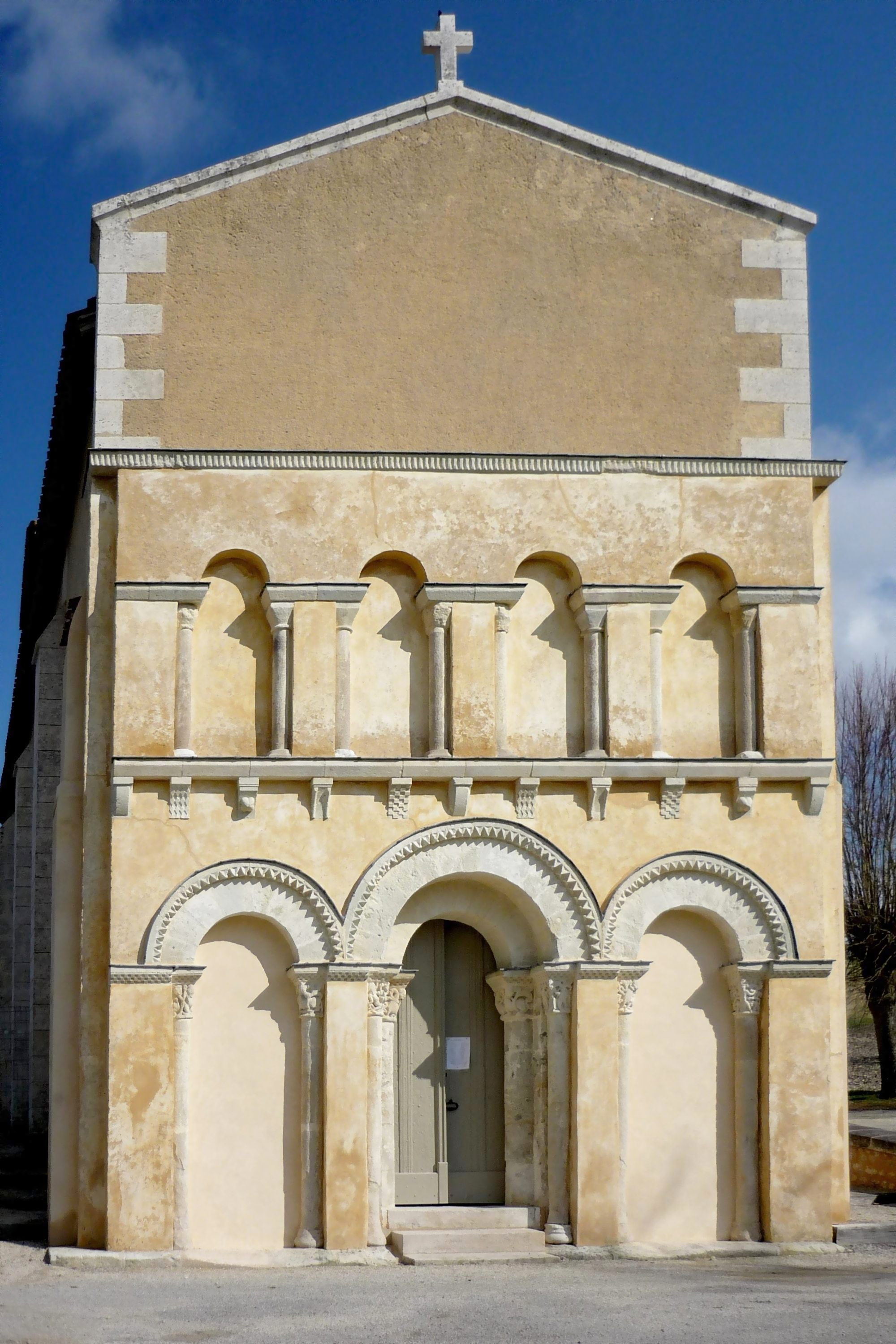
La façade.
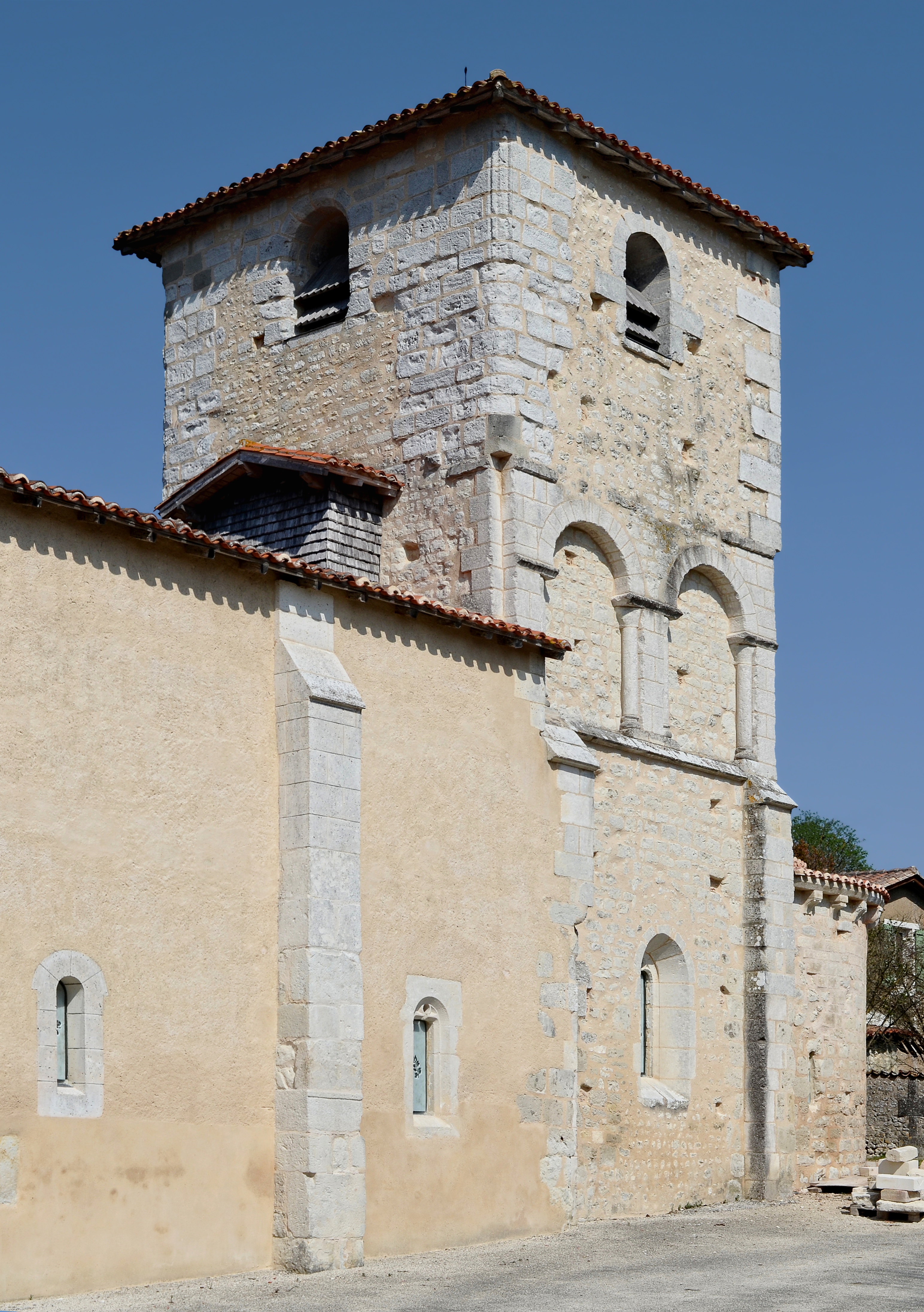
Le clocher.
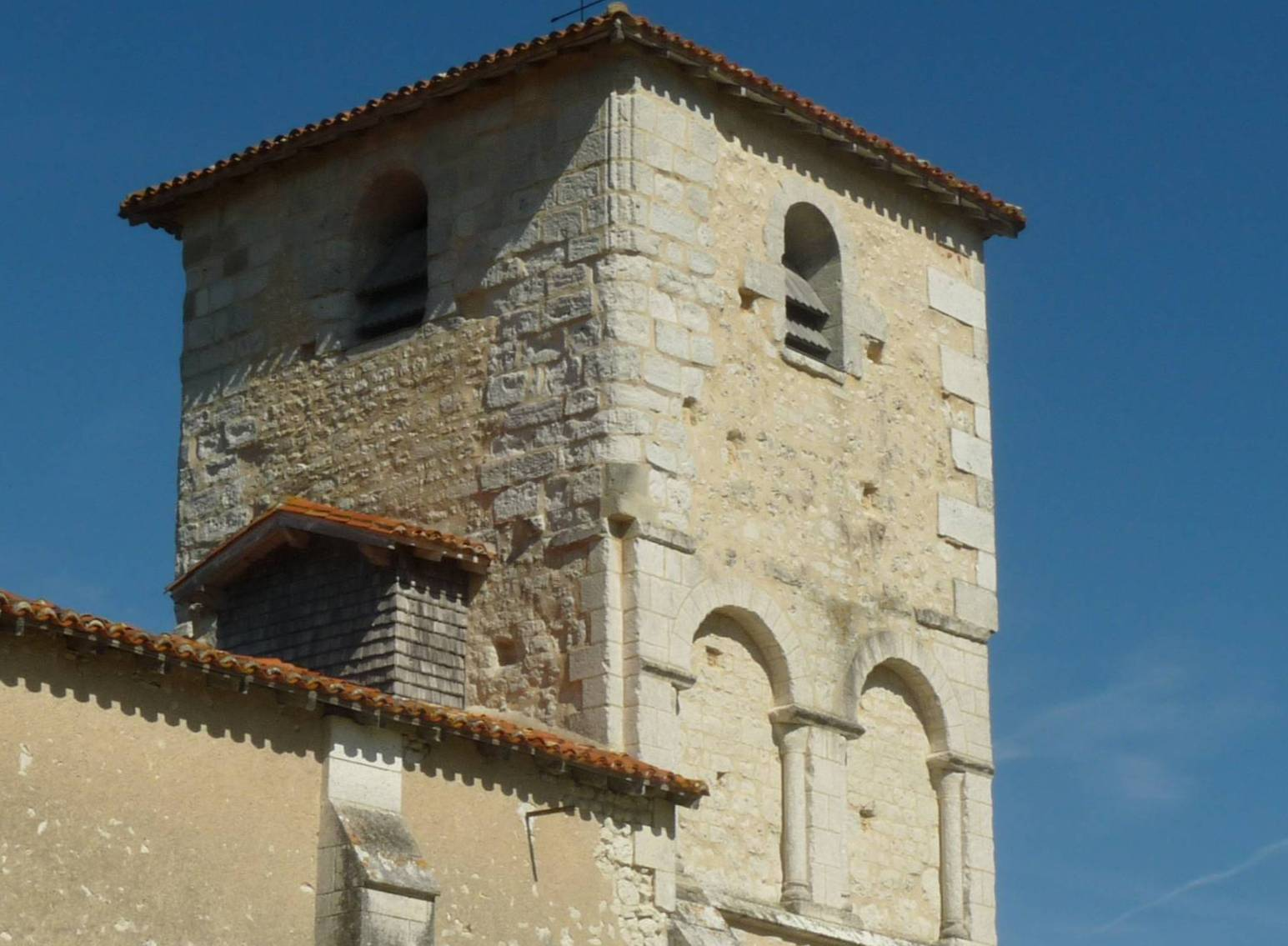
Détail du clocher.

- La Cure, sans doute l'ancienne cure, est située à l'est du bourg, à flanc de coteau. Il y a une petite chapelle. L'ensemble date du XVIIIe et XIXe siècles[35].